# Wael Saeed
Wael Ghassan Saeed (arab. ‏وائل•سعيد‎; ur. 1 stycznia 1984) – katarski pływak, olimpijczyk.
Reprezentował Katar w pływaniu 50 m stylem dowolnym na Letnich Igrzyskach Olimpijskich 2000, które odbyły się w Sydney, zajmując 61. miejsce. Jednocześnie odpadł na etapie eliminacji.